# نيكتاس الفارسي
نيكتاس الفارسي هو قائد بيزنطي في القرن السابع والابن والوريث للإمبراطورية الساسانية.

## العلاقة بالإمبراطورية البيزنطية
نيكتاس هو ابن شهربراز القائد الفارسي الذي قاد جيش الإمبراطورية الساسانية في الأبرشية المشرقية والأناضول ومصر خلال الحرب الساسانية-البيزنطية 602-628. بعد نهاية الحرب بقي شهربراز مسيطرًا على أراضي المشرق حتى أعادها إلى للإمبراطور البيزنطي هرقل مقابل دعمه في مساعيه للوصول إلى العرش. الاتفاقية كانت تشمل إعطاء نيكتاس ابن شهربراز لقب باتريكيان وتزويج اخته لثيودوسيوس أحد أبناء هرقل.